# Roshnie Radhakishun-Ramlakhan
Roshnie Radhakishun-Ramlakhan (Leiding 11, Wanica, 21 januari 1931 – 18 juli 2018) was een Surinaams radiomaakster. Ze was programmamaakster en de drijvende kracht achter Radio Radika en actief voor veel maatschappelijke organisaties.

## Biografie

### Jeugd, huwelijk en verenigingsleven
Roshnie-Debie Ramlakhan werd geboren in Leiding 11, ten westen van Paramaribo in huidig Wanica. Ze was het vijfde kind en had zes broertjes en vier zusjes. Op advies van haar vader leerde ze tijdens haar schooljaren Hindi. Om dichter bij de Centrale Markt te wonen, waar haar vader zeven stands had, verhuisden ze van Leiding naar de Saramaccastraat, op de plek waar later een casino werd gebouwd. Later kocht hij een woning aan de Zwartenhovenbrugstraat, ongeveer ter hoogte van de Dambrandersgracht. Ze hielp haar vader in de schoolvakanties op de Centrale Markt. Ze ging naar de Louiseschool (mulo), en behaalde daarna haar vierderangdiploma als leerkracht en vervolgens haar derderang op de avondschool. Ze ging als lerares aan het werk in Paradise in Nickerie en daarna in Welgedacht C (De Nieuwe Grond) in het huidige district Wanica.
Vergelijkbaar als een verkeersbrigadier, hielp ze voor en na schooltijd kinderen bij het oversteken. Ze stelde zich vrij brutaal op en op een keer werd ze door een chauffeur toegesnauwd met "Heb je aardappelen in plaats van ogen," terwijl de man achterin met een oog over zijn krant keek. Vier weken later stond ze met vier collega's op de schoolbus te wachten, toen diezelfde auto stopte. De man achterin bood hen een lift aan als zij naast hem wilde zitten. Dit was de kennismaking met haar latere echtgenoot, Shewh Shawh (Sew) Radhakishun. Hij werkte bij het mijnbouwbedrijf Billiton als ingenieur. Ze trouwden op haar 23e. Ze was aanvankelijk huisvrouw en bracht hun zeven kinderen groot. Een van hen, Prem Radhakishun, kreeg in Nederland bekendheid als columnist en radio- en televisiemaker.
Daarnaast hield ze zich haar hele leven bezig met vrijwilligerswerk in vrouwenverenigingen. Ze was medeoprichter van de Surinaamse afdelingen van de vrouwelijke serviceclub Soroptimisten en SOS Kinderdorpen, en was betrokken bij de Stichting Paasweldadigheidszegels die via postzegelacties financiële middelen inzamelde voor sociale instellingen. Ook was ze voorzitter van de Nationale Vrouwenraad en droeg ze bij aan het opheffen van de handelingsonbekwaamheid van gehuwde vrouwen. Verder was ze waarnemend voorzitter van de Voogdijraad, medeoprichtster van Stichting Apna Ghar, betrokken bij de Wanita Stichting en adviseur voor tal van andere organisaties.

### Radio Radika
Op 9 september 1962 richtten haar man en haar vermogende zwager en VHP-prominent Harry Radhakishun samen het radiostation Radika op, met uitzendingen in voornamelijk het Sarnami Hindoestani en het Nederlands en boodschappen die op de Hindoestaanse partij VHP waren gericht. Ze was de drijvende kracht achter de radiozender en ontwikkelde programma's als Chanda mama (educatief voor de jeugd), Bhojan ke samay par Chatney (muziek), Apni Kahani (vertellingen) en Auraton ki Duniya (De wereld van de vrouw). Het laatste programma maakte ze vijfenvijftig jaar lang tot kort voor haar dood in 2018. Haar man verzorgde met hun dochter (inwonende nicht) Saraswati de Nederlandstalige nieuwsuitzendingen.
In 1970 kreeg ze haar eerste grote tegenslag, toen haar man overleed aan voedselvergiftiging, in Nederland tijdens een tussenstop van India naar Suriname. Overtuigd dat ze niet opnieuw zo'n goede man zou vinden, is ze nooit meer hertrouwd. De bedrijfsvoering lag vanaf 1973 in handen van haar oudste zoon Mahindra.

### Militairen en aanslag
Na de staatsgreep van 1980 uitte de zender kritiek op het militaire regime en kreeg zelfs een tijd een uitzendverbod vanwege opruiende taal. In de nacht van 7 op 8 december 1982 werd het met granaten bestookt en in de as gelegd, evenals op dat moment de panden van radiozender ABC, de vakfederatie Moederbond en de krant De Vrije Stem. Het leger eiste de verantwoordelijkheid voor de aanslagen openlijk voor zich op. Voor de familie Radhakishun betekende dit dat ze niet meer veilig was. Het gezin vluchtte naar Nederland en kon niets meenemen. Van de ene op andere dag waren ze straatarm en afhankelijk van anderen.

### Wederopbouw Radika
In Nederland werkte ze in die tijd als tolk Hindi en Sarnami. Ze keerde in 1987 met haar oudste zoon Mahindra terug naar Suriname. Op 86-jarige leeftijd in 2017 zei ze over haar terugkeer: "Ik verlangde naar Suriname en de heroprichting van Radika." Ze bouwde het radiostation van de grond af weer op. Van Rashid Pierkhan van Rapar kocht ze platen op afbetaling, zodat ze verzekerd was van Indiase muziek op de zender. Vanaf 1990 zond Radika weer uit. Later kwam er nog een televisiestation bij.

### Verlies van twee zoons
In 2012 was ze de tachtig al gepasseerd, toen ze het overlijden te verwerken kreeg van haar zoon Mahindra, die jarenlang bij Radika haar rechterhand was geweest en speciaal met haar naar Suriname was teruggekomen om de zender opnieuw tot leven te brengen. Desondanks bleef ze actief als radiomaakster. In 2014 volgde opnieuw een zwaar verlies, toen haar jongste zoon Suresh overleed. Ook daarna ging ze door met Radika, om de gemeenschap te dienen. In 2017 zei ze in een interview: "Het ergste wat je kan overkomen is dat je je eigen kind moet begraven.
In 2018 overleed ze zelf. Roshnie Radhakishun-Ramlakhan is 87 jaar oud geworden.

## Onderscheidingen
Ze werd meermaals onderscheiden, waaronder door de Indiase premier Morarji Desai en de regeringen van Guyana en Trinidad en Tobago. Verder ontving ze de volgende onderscheidingen:
- 2003: Kwakoe Award[2]
- 2009: Vedantaprijs van het Jnan Adhin Fonds[9]
- 1992: Ridder in de Ereorde van de Palm[10]
- 2008: Officier in de Ereorde van de Palm[10]
- 2010: Grootofficier in de Ereorde van de Palm[10]